# Gavran 101
Gavran 101 je hrvatski dokumentarni film o Domovinskome ratu. U filmu se govori o junaku Domovinskog rata Damiru Tomljanoviću Gavranu. Redateljica je Biljana Čakić, scenarist Zoran Žukina, snimatelj Boris Krstinić. Montažer Darko Bušnja. Obrada tona Luka Grubišić Čabo. Producent je Ministarstvo branitelja, Grad Zagreb i Udruga veterana 1. Gardijske brigade "Tigrovi". Izvršni producent Ilija Vučemilović Šimunović.
Snimanjem se htjelo prikazati istinu o hrvatskim braniteljima. U početku su namjeravali snimiti film o gardijskoj brigadi Tigrovima, koji su bili po svim ratištima u Hrvatskoj. Film je snimljen uz potporu Ministarstva branitelja, Grada Zagreba i Udruge ratnih veterana 1. Gardijske brigade Tigrovi. Sniman je od 5. studenog 2016. godine prema ideji Zorana Žukine. Na izradi je sudjelovalo više od dvadeset najbližih Gavranovih suboraca i prijatelja. Lokacije snimanja su mjesta na kojima je Gavran sudjelovao u oslobađanju Hrvatske, od Istočnog, pa do Južnog bojišta.
Film je dobio pozivnice za prikazivanje na Pulskom, Vinkovačkom i Mostarskom filmskom festivalu. Pregovara se s HTV-om oko snimanja serijala od tri ili četiri epizode. Premijera je održana u Hrvatskom vojnom učilištu u Zagrebu u petak 14. veljače 2020. godine.

## Vanjske poveznice
- Trailer